# Černobil
Za jedrsko nesrečo iz leta 1986 glej Černobilska nesreča.
Černobil (ukrajinsko Чорно́биль, latinizirano: Čornobyl' ) je mesto v Kijevski oblasti v severni Ukrajini, blizu meje z Belorusijo. To mesto je bilo pomembno prometno vozlišče in trgovsko središče, še posebej v 19. stoletju. Severozahodno od mesta je 14,5 km oddaljena Černobilska jedrska elektrarna, ki je znana po Černobilski nesreči. Nesreča se je zgodila 26. aprila 1986, pri tem pa so bili v okolje spuščeni radioaktivni delci, iz močno poškodovane reaktorske zgradbe pa je začela uhajati radioaktivna snov. Iz mesta in okoliških krajev je bilo evakuiranih preko 100.000 ljudi, med drugim tudi iz mest Pripjat in Opačiči. Čeprav je povečano radioaktivno sevanje še vedno prisotno na tem območju, je 800 let staro mesto preživelo, vendar komajda. Vladni delavci še vedno nadzorujejo območje in poskušajo odstraniti radioaktivni material. Na stotine ljudi, večinoma starejših, se je odločilo, da bodo živeli z nevarnostjo, zato so se vrnili na svoje domove v mestih in vaseh, ki so v radioaktivnem območju. Njihovo število je bilo največje leta 1987, ko je tam bivalo 1200 ljudi. V letu 2003 jih je bilo samo še okoli 300.

## Zgodovina

### Srednji vek, zgodnja in moderna doba
Prva pisna omemba Černobila sega v leto 1193, kjer je omenjeno kot lovišče knezov Rostislavich. Od leta 1362 je pripadalo Velikemu vojvodstvu Litve, leta 1569 pa je postalo del Lublinske unije. V 16. stoletju je mesto najprej postalo last Filona Kmite (kasneje Kmita Czarnobylskega), nato pa kot dota last družine Sapieha. Od leta 1703 je območje v lasti družine Chodkiewicz.  Naselje je leta 1793 postalo del Ruskega imperija.

### 18. - 19. stoletje
Od 17. stoletja se je v mestu naselilo veliko število aškenazijskih Judov.  Sredi 19. stoletja se je v mesto preselil rabin Menachem Nahum Tversky, ustanovitelj černobilskega hasidizma, prve černobilske kadije. Menáchem rebbe in njegovi privrženci so ustvarili posebno vejo hasidizma, katere ime se nanaša na mesto. Do druge polovice stoletja je naselje postalo središče judovskega gospodarskega in verskega življenja. V času revolucije je bila velika večina mestnega prebivalstva Judov.

### 20. stoletje
Med državljansko vojno so se po mestu odvijale pomembne vojaške operacije.  Po velikem pogromu leta 1919 je velik del judovskega prebivalstva pod vodstvom Černobila Slomo Ben-Ziona pobegnil v Kijev.  Černobilska hasidska skupnost je kasneje odšla v ZDA, kjer še danes tvorijo živo skupnost. Poljski lastniki zemljišč in rimskokatoliški Poljaki so mesto zapustili po državljanski vojni.  Z izseljevanjem velikega dela prebivalstva se pomen mesta ni zmanjšal, naselje je leta 1941 uradno dobilo status mesta.  Med drugo svetovno vojno so nemške čete naselje zasedle dvakrat, najprej od 25. avgusta 1941 do 28. septembra 1943;  nato od 5. oktobra 1943 do 17. novembra 1943. Med okupacijo je bilo preostalo judovsko prebivalstvo mesta popolnoma uničeno. Na močvirjih okoli reke Pripjat okoli mesta so potekale pomembne tankovske operacije. Po vojni je prebivalstvo počasi naraščalo in leta 1971 doseglo 10.000 prebivalcev.  Mesto je postalo okrožni sedež, sedež okrožja Černobil, ki živi predvsem od kmetijstva in gozdarstva. V mestu so bili zgrajeni bolnišnica in rečno pristanišče ter kmetijska poklicna šola.
Z začetkom gradnje Černobilske jedrske elektrarne se je začel resni razvoj komunalnih storitev, predvsem cest, daljnovodov in naprav za zaščito pred poplavami. Od sredine sedemdesetih let je bil Černobil potisnjen v ozadje za Pripjatom, zgrajenim kot mesto za delavce v elektrarni. Okrožno središče je ostalo Černobil, vendar kot majhno tržno mesto ni moglo konkurirati večnamenskemu "mestu  socialističnega vzorca", kjer je kakovost javnih služb in urbanih ustanov ter storitev daleč presegala sodobno sovjetsko povprečje.

### Černobilska nesreča
26. aprila 1986 je eden od reaktorjev v jedrski elektrarni Černobil eksplodiral, potem ko so bili nedovoljeni eksperimenti na reaktorju s strani upravljavcev elektrarne. Posledična izguba nadzora je bila posledica konstrukcijskih napak reaktorja RBMK, zaradi česar je bil nestabilen, ko je obratoval pri nizki moči, in je bil nagnjen k termičnemu uhajanju, kjer povečanje temperature povečuje izhodno moč reaktorja.
Mesto Černobil je bilo evakuirano devet dni po nesreči. Stopnja onesnaženosti s cezijem-137 je bila približno 555 kBq / m2 (površinsko odlaganje s tal leta 1986). Leta 1987 je bilo v mestu organizirano sojenje obtoženim, odgovornim za černobilsko nesrečo. 
Kasnejše analize so zaključile, da tudi z zelo konzervativnimi ocenami preselitve mesta (ali katerega koli območja pod 1500 kBq / m2) ni mogoče upravičiti zaradi radiološkega zdravja. Vendar to ne pomeni negotovosti v prvih dneh nesreče glede nadaljnjih nanosov in vremenskih vzorcev. Poleg tega bi lahko zgodnejša kratkotrajna evakuacija preprečila pomembnejše odmerke kratkotrajnega izotopskega sevanja (zlasti joda 131, ki ima razpolovno dobo približno osem dni). Ocene vplivov na zdravje so predmet nekaterih polemik. 
Leta 1998 povprečni odmerki cezija-137 zaradi nesreče (ocenjeni na 1–2 mSv na leto) niso presegli tistih iz drugih virov izpostavljenosti. Trenutne stopnje doze cezija-137 od leta 2019 znašajo 200–250 nSv / h ali približno 1,7–2,2 mSv na leto, kar je primerljivo s svetovnim povprečnim obsevanjem ozadja iz naravnih virov.
Osnova operacij za upravljanje in spremljanje območja izključitve je bila iz Pripjata preseljena v Černobil. Černobil trenutno vsebuje pisarne državne agencije Ukrajine za upravljanje območja izključitve in nastanitve za obiskovalce. Stanovanjski bloki so bili prenovljeni kot bivališča za zaposlene v Državni agenciji. Čas, ki ga lahko delavci preživijo v Černobilskem izključitvenem območju je omejen s predpisi, ki veljajo za omejevanje izpostavljenosti sevanju. 
Leta 2003 je Razvojni program Združenih narodov sprožil projekt, imenovan Černobilski program za obnovo in razvoj (CRDP), za obnovo prizadetih območij. Glavni cilj dejavnosti CRDP je podpiranje prizadevanj ukrajinske vlade za ublažitev dolgoročnih socialnih, ekonomskih in ekoloških posledic černobilske katastrofe.

## Černobil danes
Černobil je po nesreči postal zaraščeno mesto in tam živi veliko vrst živali. Glede na popisne podatke, zbrane v daljšem časovnem obdobju, se ocenjuje, da tam zdaj živi več sesalcev kot pred nesrečo. Čeprav je veliko zgradb zapuščenih, v mestu še vedno živi majhno število ljudi, na vsaki hiši pa je napis kateri je lastnik določene hiše. Danes so obiski Černobila dovoljeni, vendar omejeni s strogimi pravili.